# パキスタン人民党
パキスタン人民党（パキスタンじんみんとう、ウルドゥー語: پاکستان پیپلز پارٹی、英語: Pakistan Peoples Party、略称：PPP）は、パキスタンの中道左派・社会民主主義政党。

## 概要
産業の国有化などの社会主義（イスラム教社会主義）政策、労働者や農民の生活向上、国民の国防参加、インドとの対抗上から親中・親米政策を掲げている。現在はこれに加えてイスラム主義勢力への対抗から、民主政治、世俗主義を強調している。
社会主義インターナショナル加盟。

## 沿革

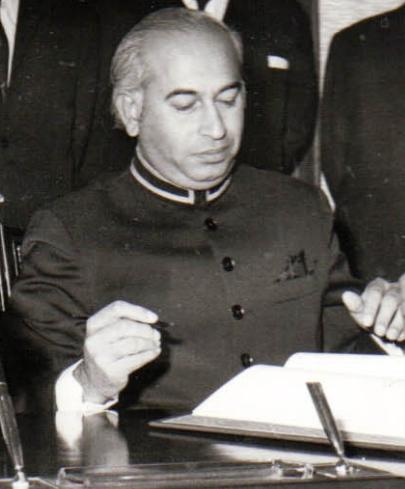
ズルフィカール・アリー・ブットー

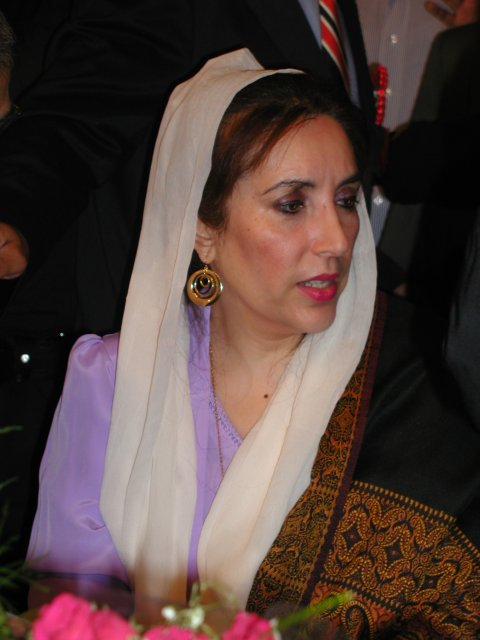
ベーナズィール・ブットー

1967年、ズルフィカール・アリー・ブットー（後に大統領・首相）を中心として創設された。彼がクーデターで打倒された後にムハンマド・ジア＝ウル＝ハクの手で処刑されてからはイスラーム圏初の女性首相を経験したベーナズィール・ブットーを党首として、ハク大統領の飛行機事故死後にパキスタンの民主化を進めた。
2007年からパキスタンで民主化運動が活発化し、パルヴェーズ・ムシャラフ大統領に抵抗する一大運動に発展すると、ベーナズィール・ブットーの暗殺を経て、その夫であるアースィフ・アリー・ザルダーリー大統領と長男のビラーワル・ブットー・ザルダーリーを共同総裁としていた。このように、ブットー家の党という一面もある。主な地盤は南部のシンド州だが、他の地域にもそれなりの勢力を持つ。
2008年のパキスタン下院総選挙で第1党となり、党指導者のひとりユースフ・ラザー・ギーラーニーが率いる連立政権を統一民族運動（MQM）などと成立させた。しかしMQMは後に政権から離脱している。
2013年のパキスタン下院総選挙では党の汚職体質や経済無策を批判され、さらにイスラーム過激派のパキスタン・ターリバーン運動からもテロ攻撃の対象とされるなか惨敗した。

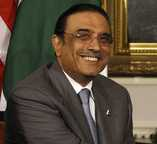
アースィフ・アリー・ザルダーリー大統領（元共同総裁）

2015年にアースィフが共同総裁を退き、ビラーワルが単独で総裁となった。
2024年2月8日に執行された総選挙では直後に与党パキスタン・ムスリム連盟ナワーズ・シャリーフ派(PML-N)と最大野党パキスタン正義運動(PTI)の双方が勝利宣言するなど混迷を極めたが、選挙の結果、264議席中、PTIが支援する無所属議員が93議席を獲得したほか、PML-Nが75、パキスタン人民党(PPP)が54議席を獲得し、2月13日にPPPはPML-Nなどとの6党で連立政権を樹立することで合意した。